# 巴彦胡
巴彦胡，黑龙江人，中华人民共和国政治人物。
担任肇源县委第一书记。1954年，当选第一届全国人民代表大会代表。